# Øvenum
Øvenum (dansk), Oevenum (tysk) eller Ööwenem (nordfrisisk) er en landsby og kommune beliggende i den nordøstlige del af friserøen Før i Sydslesvig. Administrativt hører kommunen under Nordfrislands kreds i delstaten Slesvig-Holsten. Kommunen samarbejder på administrativt plan med andre kommuner på Før og Amrum i Før-Amrum kommunefællesskab (Amt Föhr-Amrum).
Øvenum er første gang nævnt 1438. Stednavnet kan henføres til mandsnavnet Ove. Stednavneendelsen -um er karakteristisk for stednavnene på Før. I den danske tid indtil 1864 hørte landsbyen under Østerland-Før. I kirkelig henseende hører landsbyen under Sankt Johannes Sogn.
Landsbyens økonomi er stærkt præget af turisme. I en forhenværende ladebygning findes byens hjemstavnsmuseum. 
Den nordfrisiske forfatter Lorenz Conrad Peters kom fra byen.